# Cerva (Ribeira de Pena)
Cerva ist ein Ort und eine ehemalige Gemeinde (Freguesia) im portugiesischen Kreis (Concelho) von Ribeira de Pena. In ihr leben 2284 Einwohner (Stand 30. Juni 2011).
Im Zuge der Gebietsreform vom 29. September 2013 wurden die Gemeinden Cerva und Limões zur neuen Gemeinde União das Freguesias de Cerva e Limões zusammengeschlossen. Cerva wurde Sitz der neuen Verwaltung.

## Geschichte
Eine befestigte Siedlung der Castrokultur wurde von den ab dem 2. Jahrhundert v. Chr. vordringenden Römern eingenommen und ausgebaut. Decimus Iunius Brutus Callaicus lagerte mit seinem Heer hier. Funde, darunter konstantinische Münzen, belegen eine römische Besiedlung bis vermutlich zum Ende ihrer Herrschaft. Über den Ort unter den Sueben bzw. ab 585 im Westgotenreich ist wenig bekannt, ebenso zu seiner Geschichte unter den Mauren ab 711.
Der heutige Ort wurde vermutlich im Verlauf der Reconquista neu besiedelt. In den königlichen Erhebungen von 1220 wurde er bereits als eigene Gemeinde unter dem Namen São Pedro de Cerva geführt. König D.Manuel I. gab Cerva 1514 erste Stadtrechte. Es blieb danach Sitz eines eigenen Kreises. In den Verwaltungsreformen nach der Liberalen Revolution 1822 sollte dann zuerst der Kreis Ribeira de Pena aufgelöst und Cerva angegliedert werden, was 1836 in einem ersten Schritt auch geschah, bis schließlich 1853 der Kreis Cerva aufgelöst und in den fortan eigenständigen Kreis Ribeira de Pena eingefügt wurde.

## Verwaltung
Die Kleinstadt (Vila) Cerva ist Sitz einer gleichnamigen Gemeinde (Freguesia).
Folgende Ortschaften liegen in der Gemeinde:
| - Adoria - Agunchos - Alvite - Asnela - Assureira - Barreiro | - Cabo da Costa - Cabriz/Cabris - Canda - Casas Novas - Cerva (Vila de Cerva) - Eirinha da Lomba | - Escoureda - Feira da Lomba - Formoselos - Mourão - Outeirinho - Penaformosa | - Praça - Quintela - Ribeiro do Casal - Rio Mau - S. João - Seixinhos |